# New Market (Maryland)
New Market és una població dels Estats Units a l'estat de Maryland. Segons el cens del 2000 tenia 427 habitants.

## Demografia
Segons el cens del 2000, New Market tenia 427 habitants, 159 habitatges, i 111 famílies. La densitat de població era de 246,1 habitants per km².
Dels 159 habitatges en un 38,4% hi vivien nens de menys de 18 anys, en un 57,2% hi vivien parelles casades, en un 10,7% dones solteres, i en un 29,6% no eren unitats familiars. En el 23,3% dels habitatges hi vivien persones soles el 3,8% de les quals corresponia a persones de 65 anys o més que vivien soles. El nombre mitjà de persones vivint en cada habitatge era de 2,69 i el nombre mitjà de persones que vivien en cada família era de 3,24.
Per edats la població es repartia de la següent manera: un 29,7% tenia menys de 18 anys, un 5,6% entre 18 i 24, un 31,6% entre 25 i 44, un 25,5% de 45 a 60 i un 7,5% 65 anys o més.
L'edat mediana era de 38 anys. Per cada 100 dones de 18 o més anys hi havia 91,1 homes.
La renda mediana per habitatge era de 62.292 $ i la renda mediana per família de 67.292 $. Els homes tenien una renda mediana de 45.455 $ mentre que les dones 25.313 $. La renda per capita de la població era de 22.102 $. Cap de les famílies i el 0,7% de la població estaven per davall del llindar de pobresa.

## Poblacions més properes
El següent diagrama mostra les poblacions més properes.